# جون بي روبرتس
جون بي روبرتس (بالإنجليزية: John P. Roberts) هو شخصية أعمال أمريكي، ولد في 1945، وتوفي في 27 أكتوبر 2001.

## وصلات خارجية
- جون بي روبرتس على موقع IMDb (الإنجليزية)